# Camponotus ionius
Camponotus ionius é uma espécie de inseto do gênero Camponotus, pertencente à família Formicidae.